# The One Who Had to Pay
The One Who Had to Pay és una pel·lícula muda dirigida de l'Éclair American protagonitzada per Alec B. Francis i Guy Hedlund. La pel·lícula, de tres bobines, es va estrenar el 28 de gener de 1913.

## Argument
Archibald W. Childs es troba en el casino quan rep una carta del seu pare, un granger acomodat en la que li envia un xec de 1.000 dòlars i li diu que no li pensa enviar més diners. Aquell mateix dia Archivald ha perdut tots els diners en el joc i desesperat accepta convertir-se en el cap d'una empresa minera falsa. Orgullós en creure que el seu fill es troba al capdavant del que creu que és una gran empresa, el vell granger inverteix tots els seus diners en accions de l'empresa.
Una nit durant un sopar que els promotors donen en un hotel, un dels assistents entra de pressa, cridant: "la policia ha asaltat l'oficina i vénen cap aquí!" L'avís és suficient per als que ho saben, i el jove Archibald W. Childs s'assabenta per primera vegada que ha estat part d'una estafa i que ha de fugir amb la resta o ser detingut. S'escapen en un taxi i la núvia d'Archie el convenç de es disfressi i abandoni el país. El pla funciona i aviat estan de camí cap a Europa. Mentrestant, el pare, arruïnat, es veu rebutjat i insultat pels seus amics que han perdut molts diners per culpa de la falsa companyia. A casa seva, sol, és a punt de suïcidar-se però es rescatat per un dels seus veïns rics.

## Repartiment
- Guy Hedlund (Archibald W. Childs)
- Alec B. Francis (J. Childs, el pare)
- Will E. Sheerer (Mr. McLennan)
- Julia Stuart (Mrs. McLennan)
- Nancy Avril (Vivian)
- Jack W. Johnston